# Триединый мозг
Триединый мозг (англ. Triune brain) — отвергнутая наукой эволюционная теория развития мозга человека и млекопитающих вообще, в которой выделяются три функционирующие относительно независимо друг от друга ключевые составляющие части мозга: мозговой ствол, лимбическая система и неокортекс, — с чем и связано название теории. Теория предлагала подход к пониманию того, как эволюционировал мозг в совокупности с его реакциями под эволюционным давлением и предполагала раздельную эволюцию частей мозга, при которой новые части наслаивались на старые в ходе эволюции, а также в некоторой степени их независимое друг от друга функционирование. С этой позиции вначале шла эволюция поведенческих реакций, затем к ним добавились эмоциональные, потом эмоциональные реакции дополнились когнитивными, включающими в себя мышление, логику и планирование.
Концепция эволюции мозга была представлена в 1960-х годах Полом Маклином и предполагала, что в основе мозга млекопитающих лежит «мозг рептилии», к которому у млекопитающих добавилась лимбическая система, а у приматов — неокортекс. Концепция стала широко распространённым представлением о том, как функционирует мозг млекопитающего и была признана наиболее влиятельной теорией в нейробиологии в послевоенный период после Второй мировой войны. Некоторые нейробиологи хорошо приняли данную концепцию, однако с эволюционной точки зрения впоследствии данная теория была отвергнута как неверная. Но и с точки зрения нейробиологии у данной концепции никогда не было достаточно сильной поддержки. Ещё в 1960-х—1970-х годах обнаруживались некоторые несоответствия. 
Концепция ошибочно предполагала, что новые участки мозга в ходе эволюции позвоночных добавлялись поверх существующих, старых участков, расширяя функционал мозга. Фактически же у всех позвоночных мозг можно разделить на различающиеся по форме передний, средний и задний мозг, что прослеживает эволюцию от общего предка, то есть основные эволюционные изменения касались изменения уже существующих частей мозга, а не добавления новых. Концепция триединого мозга является одной из двух основных эволюционных теорий развития мозга наряду с топологической филогенетикой (теория парцелляции), согласно которой новые мозговые структуры не наслаивались на старые, а ответвлялись от уже существующих, не нарушая существующей топологии.
Несмотря на то, что концепция триединого мозга не соответствует современным представлениям нейробиологии, а известно о том, что она некорректная, было ещё в 1990 году, когда Полом Маклиным была выпущена книга о триедином мозге, концепция всё ещё остаётся популярной (по состоянию на 2020 год) в области психологии. Однако с точки зрения науки неверные представления должны корректироваться. Неправильные допущения могут направлять в неправильную сторону и исследования. Из-за того, что концепция оказалась достаточно привлекательной и интуитивно понятной, о ней всё ещё рассказывается во многих учебниках и лекциях по психологии. 
Также концепция триединого мозга получила широкое распространение в популярной «народной» психологии, где она используется для оправдания аморального поведения и для возвышения человека над остальным царством животных. Однако на самом деле мозг человека в ходе эволюции адаптировался под окружающий мир точно так же хорошо, как мозг других животных под окружающую среду, свойственную этим животным. В неакадемических кругах концепция триединого мозга во многом стала известна благодаря книге Карла Сагана «Драконы Эдема», которая была основана на данной концепции.

## Концепция
В традиционной концепции триединого мозга считается, что кора головного мозга играет наиболее важную роль в «более высоких» функциях мозга, таких как познание и поведенческая регуляция, в то время как подкорковые структуры считаются играющими подчинённые роли в мыслительных процессах или вообще не задействованными в этих функциях.
Концепция триединого мозга разделяет головной мозг человека на три части: древний глубинный «рептилий мозг», средний (промежуточный) — «лимбическая система» и высший, отвечающий за сознание  «неокортекс».
Эта иерархическая модель мозга предполагает однонаправленный поток информации из нижней, «рептильной» части мозга к высшей, «приматной».

### Части «триединого мозга»
Репти́льный мозг,  репти́лий мозг (от лат. reptilia — пресмыкающиеся) — согласно гипотезе триединого мозга представляет собой наиболее древнюю сформировавшуюся в процессе эволюции часть головного мозга человека, которая отвечает за биологическое выживание и телесное функционирование. Рептильный мозг располагается в задней и центральной частях мозга, включает в себя мозговой ствол и мозжечок.
Лимби́ческая система (от лат. limbus — граница, край) — скопление структур из конечного мозга, промежуточного мозга (диэнцефалона), и среднего мозга (мезэнцефалона), лимбическая система не является отдельной (функциональной) системой мозга. Точные границы лимбической системы не определены.
Неокортекс (от лат. neocortex), новая кора, изокортекс — новые области коры головного мозга человека, расположенная в верхнем слое полушарий мозга и отвечающая за высшие нервные функции (сенсорное восприятие, выполнение моторных команд, осознанное мышление, речь). Структуры мозга, аналогичные неокортексту, присутствуют в зачаточном по сравнению с человеком  состоянии у большинства млекопитающих.

У немлекопитающих (хордовых) есть области мозга, гомологичные неокортексу млекопитающих — области дорсального паллия.

## История

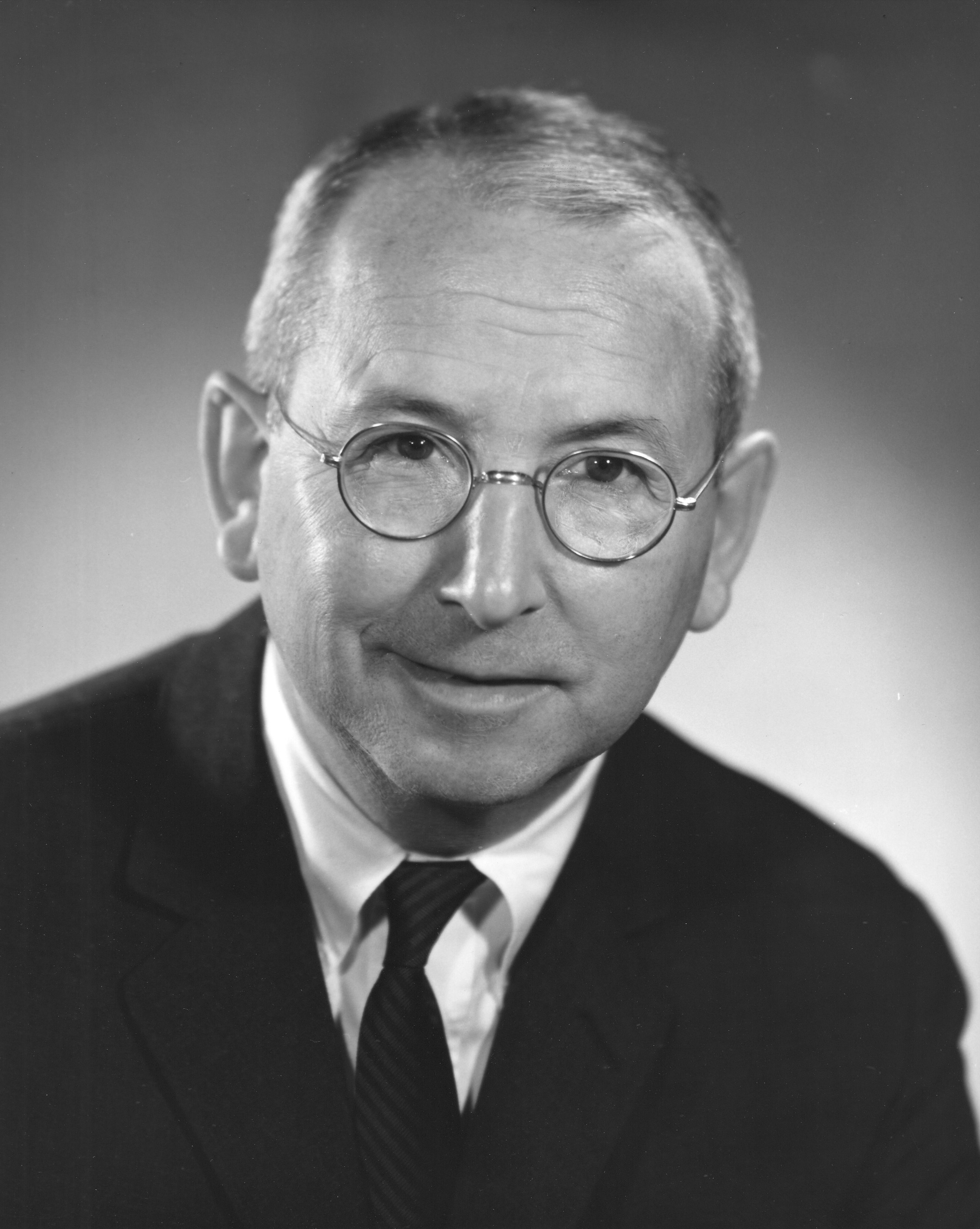

Начало теории было положено Пол Маклином в его публикации 1949 года. В то время он изучал электроэнцефалограммы пациентов с психосоматическими заболеваниями и был уверен, что эмоциональная составляющая данных заболеваний лежит в глубоких структурах мозга, которые он назвал висцеральными. Позднее, в 1952 году он дал другое имя этой части мозга и назвал её лимбической системой, в неё входили гиппокамп, миндалевидное тело и поясная извилина.
В 1960-х годах американский нейрофизиолог Пол Маклин в своей книге «Триединый мозг в эволюции: роль в палеоцеребральных функциях» (англ. The Triune Brain in Evolution: Role in Paleocerebral Functions) описал «модель тройственного ума». Он выделил в мозге человека три центра психической активности, каждый из которых по-своему реагирует на происходящие события.
Затем идея о триедином мозге приобрела популярность в обществе благодаря американскому популяризатору науки Карлу Сагану, написавшему книгу «Драконы Эдема: Рассуждения об эволюции человеческого мозга», опубликованную в 1977 году, за которую он в 1978 году получил пулитцеровскую премию. Это книга способствовала популяризации идеи в неакадемических кругах.

## Рептильный мозг

### Функции
В гипотезе Маклина рептильный мозг отвечает за базовые функции жизнедеятельности организма: дыхание, кровообращение, мышечные реакции, сон. В нём заложены поведенческие стереотипы, связанные с инстинктом выживания и стремлением к продолжению рода. Этот мозг инстинктов, призванный обеспечивать выживание нашего тела, активизируется в экстренных ситуациях, так как несёт ответственность за сохранение жизни человека. Рептильный мозг полезен для немедленных реакций, в его ведении находятся функции, отражаемые глаголами бежать, сражаться, замереть. Именно поэтому в экстренных ситуациях сначала происходит реакция, действие, а потом уже осмысление.

### Поведение человека
П. Маклин выделил шесть основных типов базового поведения рептилий и описал их проявления у человека. Согласно концепции Маклина, рептильный мозг человека унаследовал некоторые характеристики и свойства от рептилий.
- Рутинное поведение. Оно характеризуется однообразием и упорядоченностью действий во времени (сон, пробуждение, купание и т. п.). Эти представления о рутинном поведении сегодня активно используются в маркетинге. Как отмечает А. Чаудхури[19], формирование товарного бренда по сути сводится к созданию прецедента покупки и превращению покупки товара именно этой марки в рутинное действие.
- Изопрактическое поведение. Поведение, при котором особи действуют схожим образом (митинги, демонстрации и т. п.).
- Тропистическое поведение. Такое поведение животных и человека можно рассматривать как воспроизведение устойчивых моделей поведения в связи с конкретными внешними раздражителями (невербальными сигналами, цветами, движениями).
- Повторение. П. Маклин определяет его как многократное осуществление определённого действия.
- Проигрывание. В формулировке создателя концепции проигрывание определяется как «повторение определённых действий, некоторое количество которых соотносится друг с другом многозначно». Сюда можно отнести празднование одних и тех же праздников каждый год.
- Обманное поведение. У животных оно играет важную роль в выживании. Обман у людей также не всегда обусловлен рациональными соображениями.

### Рептильный мозг в литературе
На рептильный мозг и на концепцию триединого мозга ссылаются такие авторы, как 
Говард Блум (в книге «Принцип Люцифера» = The Lucifer Principle : A Scientific Expedition Into the Forces of History. / Howard K. Bloom. Atlantic Monthly Press, 1997 1997. ISBN 9780871136640), 
Артур Кёстлер (статья «Дух в машине»), 
Питер А. Левин (в книге «Пробуждение тигра» = Waking the Tiger-Healing Trauma. The Innate Capacity to Transform Overwhelming Experiences / Peter A. Levin with Ann Frederick. Berkeley, California: North Atlantic Books, 1997),
ведущий эксперт по травматическому стрессу Бессель ван дер Колк (в главе 4. книги «Тело помнит всё. Какую роль психологическая травма играет в жизни человека и какие техники помогают её преодолеть»).

## Критика
Неточности концепции «триединого мозга» были продемонстрированы при идентификации структур базальных ганглиев у видов, примитивных к рептилиям, и при идентификации лимбических структур у немлекопитающих. Было показано, что немлекопитающие имеют перивентрикулярные структуры, гомологичные неокортексу млекопитающих, называемые областями дорсального паллия. Тем не менее, хоть и не без изъяна, теория о «триедином мозге» является вполне логичным, но очень поверхностным объяснением принципа работы мозга.
Концепция триединого мозга Маклина не нашла подтверждения в эволюционной и экспериментальной неврологии.
Эта концепция трёхслойного мозга признана устаревшей и ненаучной. Неврологи придерживаются позиции, что работа мозга — это очень сложный процесс, который невозможно рассматривать в рамках такой простой модели, которой является «триединый мозг».
Хотя концепция «триединого мозга» является спекулятивной и широко обсуждаемой, она остается самой популярной в современной нейрохирургической литературе. В рамках же нейронауки как более общего направления данную теорию обычно предпочитают не рассматривать.

### Критика в психологии
В психологии часто апеллируют к рептильному мозгу для описания мотивов, стоящих над нашим поведением. Многие специалисты в области неврологии возражают против таких простых формулировок и условного деления головного мозга.
Будучи отвергнутой эволюционной теорией, концепция триединого мозга остаётся популярной в «народной» психологии (англ. folk psychology). У широкой публики эта концепция получила популярность из-за своей простоты и ясности, а также способности оправдать осуждаемые моралью поступки — она даёт простое объяснение «плохим» поступкам и позволяет людям переложить ответственность за такие свои действия на «рептилий мозг», якобы доставшийся нам от «древнего зверя».
Также идея о триедином мозге позволяет «поднять» статус человека над другими животными и повысить самооценку у придерживающегося её человека: если «рациональный неокортекс» управляет звериным «рептильим мозгом», значит, этот мозг — самый высокоорганизованный, и его носитель заведомо лучше, чем любое животное.